# Хеланик
Хеланик (на гръцки: Ἑλλάνικος) от град Митилини на остров Лесбос, ок. 485 – ок. 400 г. пр.н.е. е гръцки историк, съвременник на Херодот. Според Любекер (1884), той живее 85 г. и починал след 406 пр.н.е., тъй като споменава морската битка при Аргинуските острови. Съгласно Суда, живее известно време при двора на един от македонските владетели и почива в Перперене, селище на малоазийския бряг срещу Лесбос. Пише на йонийски диалект.
Хеланик се счита за последния йонийски логограф. По-късни историци (Тукидид, а след това Ктесий, Ефор, Теопомп, Диодор, Плутарх и др.) черпят материал от произведенията на Хеланик. 28 съчинения се приписват на Хеланик, но голяма част от тях, според мненията на историците, са написани от други автори. Според Прелер само 9 съчинения несъмнено принадлежат на Хеланик.
Хеланик споменава за пръв път за основаването на Рим от троянците, предвождани от сина на Приам – Еней. Той поддържа идеята, че пеласгите, предгръцко население, обитавало южната част на Балканския полуостров и Егейско море, произхождат от етруските.